# Битва на Сулі
Битва на Сулі — одна з битв русько-половецької війни 1090-х — 1116 років, відбулася 12 серпня 1107 року.

## Суперечності в джерелах
У літописному повідомленні є інформація про битву біля Лубен, яка відбулася 12 серпня 1107 року. У «Повчанні…» Володимира Мономаха міститься записи про дві битви в районі Сули. Перша датується 1107 роком, що узгоджується з літописним повідомленням, але місце битви вказується «біля Снятина». Літописний Снятин розташовувався поряд з Лубнами (зараз це село Снітин в Лубенському районі Полтавської області). Тому коректніше битву, що відбулася 12 серпня 1107 між руськими полками та половцями, називати «битвою на річці Сула», адже точного місця не локалізовано (між Лубнами і Снятином, але відомо, що на березі Сули).
У «Повчанні..» під 1108—1109 роками є інформація про ще один прихід половців під Лубни та їхню там поразку.

## Передісторія битви
У 90-х роках ХІ ст. значно посилився половецький натиск на руські князівства. 1092 року половці захопили 3 міста-фортеці, що входили до складу Посульської оборонної лінії і розміщувалися на Сулі та її притоці — Удаєві: Прилук, Пісочин (зараз село Піски Лохвицького району Полтавської області) та Переволоку. В 1093 в битвах на річках Стугні та Желні розбили руські дружини. 1095 року руські князівства переходять в наступ. Спочатку було двічі розбито половців біля Переяслава, здійснено походи до міст Голтов та Римів, де захоплено багато половецьких веж.
1103 року відбувся масштабний похід об'єднаних руських дружин в Дике Поле, який завершився перемогою над половцями в битві на річці Сутінь, але ця перемога не зупинила половецьких нападів. В 1106 році половці здійснюють невдалий похід до міста Зарічеська, а в травні 1107 року половецьке військо під керівництвом Боняка захоплює табуни коней поблизу Переяслава.
Влітку того ж року половці здійснили черговий напад на Переяславське князівство. Розмістивши свій табір біля Лубен, невеликими загонами половці стали грабувати Посулля.
На зустріч половцям виступило об'єднане військо Київського, Чернігівського та Переяславського князівств.

## Сили сторін
Чисельність кожного війська точно не відома. Свої дружини привели Святополк II Ізяславич (київський князь) і Володимир Всеволодович (переяславський князь), і Олег Святославич (чернігівський князь) і син його Святослав, Мстислав Всеволодович, Вячеслав і Ярополк Володимировичі.
Об'єднане військо кількох князівств мало складати на менше кількох тисяч осіб.
Ймовірно, що значний відсоток руського війська складала кіннота, адже переслідування половців відбувалося аж до річки Хорол(близько 40 км).
Відомостей про чисельність половецького війська немає, але з джерел відомо, що воно було досить великим, адже свої загони привели Боняк з братом Таазом, Шарукан, Сугр та «багато інших князів». У «Повчанні..» також зазначається, що «…Боняк прийшов з усіма половцями…»

## Перебіг битви
Близько 11 години 12 серпня руські полки переправилися через Сулу і напали на половців, які не чекали раптової появи русичів. Літописець детально змалював розгром половців:

«: У рік 1107, круг місяця 4-го, а сонячного - 8-й рік. В цей же час померла дружина Володимира, місяця травня в 7-й день. У тому ж місяці воював Боняк і захопив коней у Переяславля. У тому ж році прийшли Боняк і Шарукан старий і інші князі багато і стали біля Лубна. Святополк же, і Володимир, і Олег, Святослав, Мстислав, В'ячеслав, Ярополк пішли на половців до Лубну, і о шостій годині дня перейшли убрід через Сулу, і кликнули на них. Половці ж жахнулися, від страху не могли і стягу поставити і бігли, похапавши коней, а інші бігли піші. Наші ж стали рубати, а інших руками хапати, і гнали їх до Хорола. Убили ж Таза, Бонякова брата, а Сугра захопили і братів його, а Шарукан ледве втік. Кинули половці і обоз свій, який захопили руські воїни місяця серпня в 12-й день, і повернулися руські воїни геть з перемогою великою.)»

Перемога руського війська була повною.

## Результат та наслідки
Втрати руського війська були мінімальними.
Половці втратили багато вбитими та полоненими. В бою загинув брат Боняка Тааз, хан Сугр з братами потрапив до полону. Переможцям дістався половецький обоз:"Покинули вони і обоз свій, і взяли [його] руські вої…
Руська кіннота переслідувала половців до річки Хорол (40—50 км від Сули), що ще збільшило половецькі втрати: «і гнали їх до [річки] Хорола….»
Боняку і Шураканю вдалося втекти.
Після цієї поразки наступний напад на Переяславське князівство половці вчинили 1110 році(можливо була ще одна битва біля Лубен в 1108 чи 1109 році), але їхній похід виявився невдалим. Наступного року руські князі здійснили масштабний похід в половецьку землю, який закінчився розгромом величезного війська кочівників у битві на річці Сальниця.
1116 року відбувся 3-й масштабний похід руських дружин у Дике Поле.
Результатом виграних воєнних кампаній 1103, 1107, 1111, 1116 років стало те, що до 1126 року (більш ніж 10 років) Переяславське князівство не зазнавало половецьких нападів (див. битва біля Полкстіня).